# 決別
| ウィキペディアには「決別」という見出しの百科事典記事はありません（タイトルに「決別」を含むページの一覧/「決別」で始まるページの一覧）。 代わりにウィクショナリーのページ「決別」が役に立つかもしれません。 |